# 林文荪
林文荪，马来西亚女歌手，出生于马来西亚沙巴州斗湖，2007年考入中国音乐学院音乐教育系本科学习民族唱法。2017年参加马来西亚与新加坡制作音乐选秀节目The Voice 决战好声第一季获得冠军。是陈珂冰的表姐。

## 出道历程

### 林文荪的背景
从小爸爸妈妈总喜欢让林文荪唱歌给他们听。
自从林文荪5岁那年，当时幼儿园有歌唱比赛，而学校老师则比较想知道谁要参加歌唱比赛。林文荪是第一位举手的人，也是她人生第一次上台表演唱歌。虽然参加了好几次没拿奖，但是每年的儿童歌唱比赛，很多人都会听到她的声音。
但是有一次的歌唱比赛，当中有一位样子长得很慈祥的评审老师前来称赞林文荪唱得好，他的鼓励让她更有自信继续唱，而他就是林文荪的启蒙老师——张汉文。他一直用心教导，从不给文荪压力，让她可以方便在童年时光快快乐乐的歌唱。
她中学毕业就凭着一股傻劲，也不管周围朋友质疑她的“妄想”，就远赴北京进修声乐。人在异乡，考验重重，不管流了多少眼泪，也冲淡不了半分她对音乐的热忱。
文荪在中国音乐学院学习的是民族唱法，而她在北京生活也快有五年的日子。文荪觉得最幸运的是有位疼爱她的主课声乐老师——王苏芬教授。王老师要求她的每一位学生必须每天跑步，加上30次的仰卧起坐锻炼。她的性格乐观直爽，教导严格专业，毫无保留，使文荪的歌唱技巧进步很快。课余也非常关心文荪，把她当自己的孩子一样，让她在北京的冬天也觉得温暖。
回国以后，在摸索事业方向的过程中处处碰壁，跌倒了拍拍灰尘又站起来，始终支持着她的信念的，是家人。最后在2011年遇见了她的伯乐——周金亮。而2011年，周金亮让文荪签约他的唱片公司——音乐通胜，甚至还参与许多动地吟的表演。从2011年至今，他开始为文荪筹办专辑，求好心切一改再改。当时发行的专辑《农夫》也花了很多年的时间编曲，专辑筹备了两年后，已经开始在2014年发行。

### 介绍
林文荪出生於沙巴斗湖，大馬新生代的青年女高音。她啟蒙於歌唱家张汉文。
2010年毕业於中国音乐学院，师从著名声乐家王苏芬教授。
她在校期间蝉联三届学年度“北京市政府颁发的外国留学生与学者奖学金”－－社会艺术实践奖，并录製《王苏芬教授声乐教学》录影歌曲范唱。
在获奖无数的眾多比赛当中，较有代表性的比赛有: 第三届全国艺术精英电视盛典北京选区大学组民族唱法一等奖、首届马来西亚留学北京学生会歌唱比赛第一名和北京中华艺术盛典国际艺术交流展演活动声乐通俗组金奖与北京市留学生“来华杯”二等奖。
2009年开始多次受邀於多个乐团与官方团体担纲独唱演出，如“北京传统音乐节”、北京国家大剧院“中国音乐学院海外学生室内乐团”－音乐会、参演由中国高等教育学会举办，中国教育台播出“祝福中国－2010首都外国留学生新年文艺晚会”等大型音乐会皆深获好评。
2011年回国后成功在沙巴举行三场以综合民谣、艺术及流行曲风為主的慈善演唱会。同时间签约音乐通胜。
2012年，参与多场音乐剧演出如《雪域上的光芒: 文成公主》、《 林连玉传》、《姚莉玫瑰传奇》及《圆满的生命》。
同年参与《动地吟》诗曲朗唱全国巡迴演出。
2013年，参与史诗歌舞剧《南大颂》以及音乐剧《雪域上的光芒：文成公主》在韩国釜山的演出。同年，她也参与激荡2013《我们的歌25+1》演唱会的特别表演嘉宾之一。
2014年，发布了第一张个人EP《农夫》。
2015年开始，加入《今夜亮了》的歌曲演唱成员之一，同时间发行了《今夜亮了》专辑。同年，参与了今夜亮了——周金亮的1000首歌演唱会的表演嘉宾。而且她甚至也参与了继程法师和周金亮老师合作写的歌曲——《感恩六十》的演唱。
2016年，《周金亮的1000首歌之无怨的双眸》正式发行，里头收录了林文荪演唱的《宽恕》，并且也有参与专辑里头《我们的世界需要爱》的演唱。同年，她发行了第一张专辑《最高的地方》时，她的父亲因病去世，让林文荪留下遗憾。而专辑《最高的地方》也花了2年的时间录制。其中这张专辑碰到了版权争议。由于林文荪的父亲最爱听《青藏高原》，因此林文荪利用这首歌融合她亲自写的主打《最高的地方》已经影响了版权问题。虽然他们必须给《青藏高原》版权费，但因为很多版权公司让周金亮本身碰壁。而且虽然找到了信用良好的版权公司，但也因为周金亮本身资金不足坚定要为爱徒的主打《最高的地方》留下，因此版权方答应留下并且卖到的销售量一半给版权公司，但他们的要求是禁止唱片公司在数位软件上架这首歌曲，就连本来拍好的MV在网上被禁播。因此数位软件的专辑将会以彭学斌编写的《我不要你快乐》作为专辑主打。而在《无怨的双眸》收录的《宽恕》，也会再度收录并且制作双版本。
2017年，林文荪参加了新马合资歌唱节目《The Voice 决战好声》。最终再遇见了伯乐——曹格。最终她加入了曹格战队。她也在这场比赛里头获得了冠军殊荣。由于她获得了冠军，再加上这个节目是MM2娱乐制作，环球唱片特别帮助，因此冠军得奖者将会直接签约MM2娱乐和环球唱片。
2018年，林文荪因为得奖直接加入环球，因此她也在同年和音乐通胜解约。同年，The Voice的八强，包括文荪也必须要演唱她在节目的演唱曲目，最有把握的其中一首。最后演唱冠军金曲《身骑白马》并收录至《The voice 决战好声八强合辑》里，最终顺利发行。而同年，MM2娱乐正式和新加坡环球唱片一起，帮助林文荪发行了她的第二张EP，并且她的歌路也有了转变。最终，她发行了她的第二张EP——《这世界终会记得我的名字》。
2019年，林文荪正式参与电影《财神2020》的演出和拍摄，并且演唱邓智彰写的同名贺岁专辑的主打兼电影主题曲——《财神来咯》。
2020年，《财神2020》正式上映。同年，林文荪为八度空间电视剧《师出名门》唱的主题曲《方向》也正式上线。这也是她第一首在电视剧里头利用作为主题曲的歌曲。
2021年，她正式成为CreationXAsia的音乐学院导师之一。
2021年9月11日，林文荪在官方Facebook 和Instagram正式宣布她已经结婚了，而且男方是圈外人，获得更多歌手朋友祝贺，如赖淞凤、李佩玲、王雪晶等。

## 发行专辑

### 錄音室專輯
| # | 專輯名稱               | 發行公司          | 發行日期       | 曲目 |
| 1 | 农夫                   | 音乐通胜          | 2014年7月2日   | 曲目 1. 农夫 2. 让我爱你好吗？ 3. 北京情歌 4. 转弯的幸福 5. 郁金香的祈祷                                                               |
| 2 | 最高的地方             | 音乐通胜          | 2016年7月22日  | 曲目 1. 最高的地方 2. 我不要你快乐 3. 雨停雨下 4. 当时年纪小 5. 宽恕 6. 去莫留情 7. 忘年 8. 让我爱你好吗？（吉他版） 9. 宽恕（钢琴版） |
| 3 | 这世界终会记得我的名字 | 环球唱片、MM2娱乐 | 2018年10月19日 | 曲目 1. 这世界终会记得我的名字 2. 我的天空一直晴朗 3. 有一朵花开在我的身体里 4. 我曾经一个人放牧时间                                   |

### 参与的专辑
| # | 專輯名稱                                   | 發行公司 | 發行日期      | 曲目 |
| 1 | 周金亮1000首歌之一：无怨的双眸             | 音乐通胜 | 2016年12月0日 | 曲目 1. 无怨的双眸（周翠玲） 2. 风吹无怨（子荧） 3. 绕圈圈（周博华） 4. 菩提（陈艳薇） 5. 最大的天空（九人大合唱） 6. 合十（戴丽津） 7. 苏醒（欣雁） 8. 红莲绿荷（何芸妮） 9. 宽恕（林文荪） 10. 美丽的心（陈仪芬） 11. 我们的世界需要爱（九人大合唱）                    |
| 2 | 周金亮1000首歌之三：今夜亮了               | 音乐通胜 | 2015年12月0日 | 曲目 1. 今夜亮了（周翠玲/阿飞/陈艳薇/周博华/天龙/林文荪/友弟） 2. 依恋（使者（中国）） 3. 三月(戴丽津) 4. 绝不低头(阿龙) 5. 用爱编织梦(Shenna) 6. 心在飞(阿飞) 7. 灯红酒绿(卓如燕) 8. 似水流年(朗辰) 9. 心灵(戴丽津) 10. 往事如梦(如君)                                   |
| 3 | 周金亮1000首歌之九：佛曲系列五之禅是一朵花 | 音乐通胜 | 2016年12月0日 | 曲目 1. 禅是一朵花（罗敏儿） 2. 一片落叶（巫观盈） 3. 早安晚安（大合唱） 4. 大树的循环（石沚霓） 5. 供香（黄元励） 6. 心水（大合唱） 7. 水塘（蔡昕芸） 8. 观音（阿飞） 9. 知了（大合唱） 10. 爸爸妈妈的宝贝（陈艳薇） 11. 幻化世间（阿飞） 12. 感恩六十（林文荪／周翠玲） |
| 4 | THE VOICE 决战好声八强合辑                 | 环球唱片 | 2018年3月0日  | 曲目 1. Funky Boy（黄欣瑶） 2. 开始和结束之间（杨碧琪） 3. 世界唯一的你（翁奕杰） 4. 身骑白马（林文荪） 5. 寓言（蔡咏琪） 6. 烦（陈宣清） 7. Funky 那个女孩（丹尼尔） 8. 你给我听好（刘国辉）                                                                             |
| 5 | 财神2020贺岁专辑                           | 环球唱片 | 2020年1月0日  | 曲目 1. 财神来咯（锺瑾桦/林文荪/周栩禾/林喜明/李伟燊） 2. 等我回家（锺瑾桦） 3. 新年的来到（Alvin TJM/陈军凯） 4. 今年会更好（李柏孝/杨伟琳/黄健伦/戴势勋/李煜炫/苏钰淇） 5. 万花筒（陆玟静） 6. 敲锣打鼓（陆玟静） 7. 好（郑斌彦/阿穴特@黄凯旋）                         |

### 发行的单曲
| 单曲     | 發行公司 | 發行日期      | 备注                     |
| 感恩六十 | 音乐通胜 |               | 周翠玲和音兼合唱         |
| 《方向》 | 环球唱片 | 2020年7月10日 | 《师出名门》电视剧主题曲 |

### 参与的大合唱
| 单曲         | 發行公司 | 發行日期 | 演唱                         | 词曲 | 备注 |
| 《今夜亮了》 | 音乐通胜 |          | 周翠玲、阿飞、林文荪、友弟、 |      |      |

## 电影
- 2016年：《让我爱你好吗？》
- 2020年：《财神2020》